# Évançon
L'Évançon (parfois orthographié Évençon) est un affluent de la Doire Baltée, et descend du Val d'Ayas, dans la basse Vallée d'Aoste.

## Toponymie
Ce toponyme signifie sans doute « grande eau » en patois ayassin, ou bien « eau qui descend des sommets » (éva d'en som). Dans les documents d'archives, l'Évançon est souvent nommé Eau blanche.

## Géographie
Il naît du Grand glacier de Verraz, dans le haut val d'Ayas ; près des hameaux de Targnod et d'Isollaz, sur la commune de Challand-Saint-Victor, il forme la chute de Brisecou (ou d'Isollaz). Ses eaux sont reçues par la Doire Baltée à Verrès, près du pont de Fleuran.

## Galerie de photos

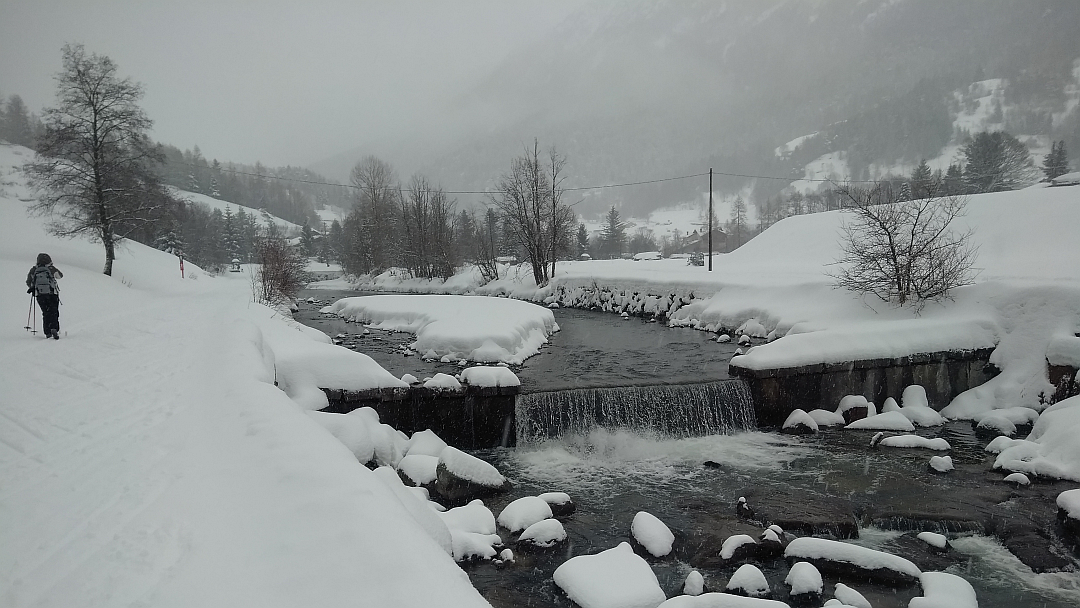
L'Évançon en hiver à Extrepiéraz (Brusson)
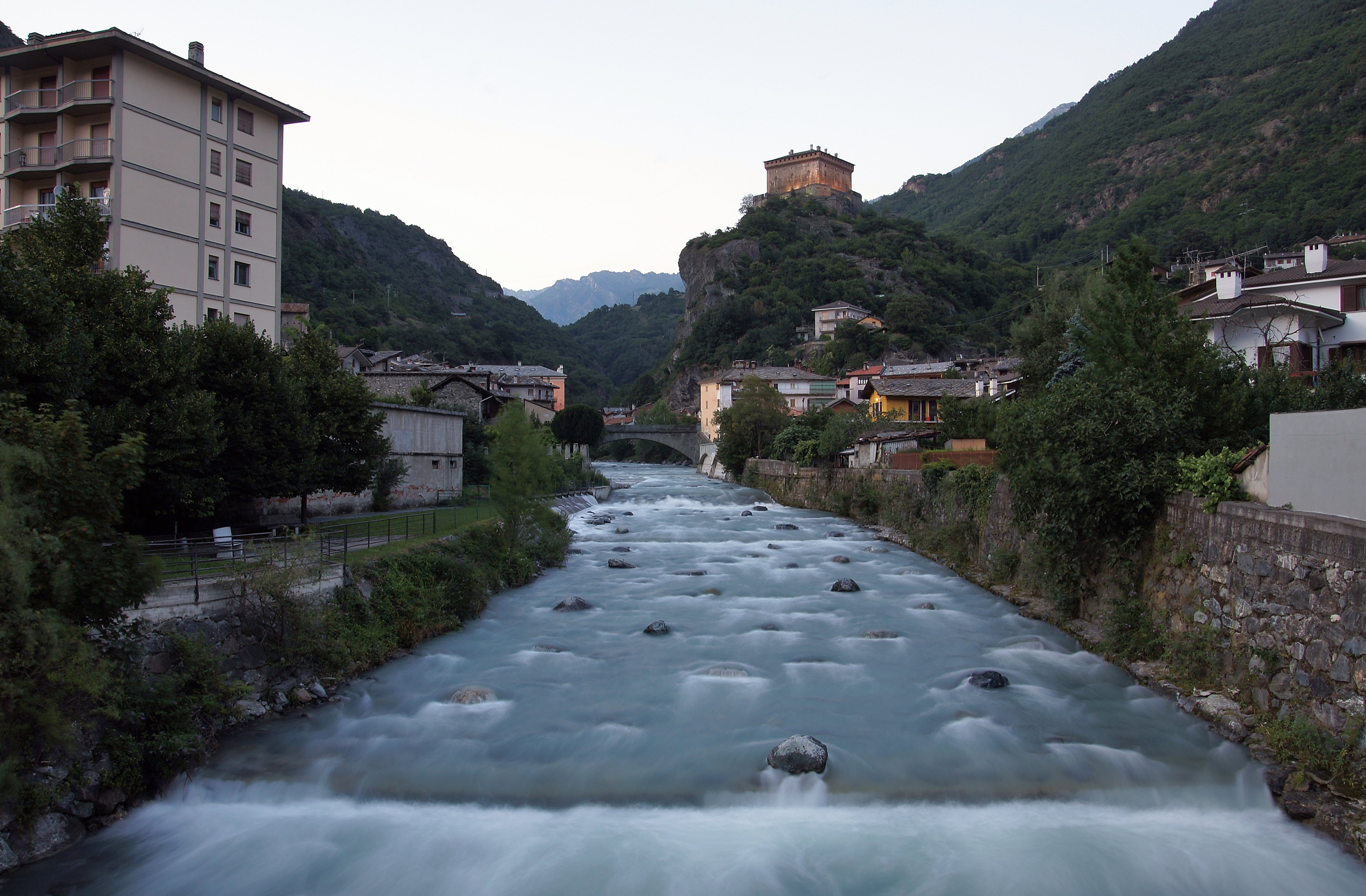
L'Évançon à Verrès, vu du pont de la rue Jean-Baptiste Barrel.